# La Liga de 2010–11
A La Liga de 2010–11 (conhecida como a Liga BBVA, por razões de patrocínio) foi a 80ª edição desde a sua criação. A campanha teve início em 28 de agosto de 2010 e terminou em 22 de maio de 2011. O campeonato tem um total de 20 equipes, sendo que 17 já disputaram a temporada 2009–10 e três que foram promovidos da Liga Adelante. Além disso, uma bola nova, a Nike T90 Tracer servirá como bola oficial para todos os jogos.

## Regulamento
A La Liga será disputada por 20 clubes em dois turnos. Em cada turno, todos os times jogaram entre si uma única vez. Os jogos do segundo turno serão realizados na mesma ordem do primeiro, apenas com o mando de campo invertido. Não há campeões por turnos, sendo declarado campeão da Espanha o time que obtiver o maior número de pontos após as 38 rodadas.

### Critérios de desempate
Caso haja empate de pontos entre dois clubes, os critérios de desempates serão aplicados na seguinte ordem:
1. Confronto direto
2. Número de Vitórias
3. Saldo de Gols
4. Gols Feitos

## Televisão

### No Brasil
Canais ESPN, ESPN Brasil e SKY (empresa que atualmente transmite as partidas do torneio pelo canal Sports+).

#### Em Portugal
Sport TV.

## Participantes
| Equipe              | Cidade           | Em 2009-10             | Estádio                | Capacidade | Títulos (último) |
| ------------------- | ---------------- | ---------------------- | ---------------------- | ---------- | ---------------- |
| Almería             | Almeria          | 13º (Primeira Divisão) | Mediterráneo           | 20.000     | 0 (não possui)   |
| Athletic Bilbao     | Bilbau           | 8º (Primeira Divisão)  | Estádio de San Mamés   | 39.750     | 8 (1983-84)      |
| Atlético de Madrid  | Madrid           | 9º (Primeira Divisão)  | Vicente Calderón       | 54.851     | 9 (1995-96)      |
| Barcelona           | Barcelona        | 1º (Primeira Divisão)  | Camp Nou               | 98.772     | 20 (2009-10)     |
| Deportivo La Coruña | Corunha          | 10º (Primeira Divisão) | Riazor                 | 34.600     | 1 (1999-00)      |
| Espanyol            | Barcelona        | 11º (Primeira Divisão) | Cornellà-El Prat       | 40.500     | 0 (não possui)   |
| Getafe              | Getafe           | 6º (Primeira Divisão)  | Coliseum Alfonso Pérez | 17.700     | 0 (não possui)   |
| Hércules            | Alicante         | 2º (Segunda Divisão)   | José Rico Pérez        | 30.000     | 0 (não possui)   |
| Levante             | Valência         | 3º (Segunda Divisão)   | Ciutat de València     | 25.534     | 0 (não possui)   |
| Málaga              | Málaga           | 17º (Primeira Divisão) | La Rosaleda            | 28.963     | 0 (não possui)   |
| Mallorca            | Palma de Maiorca | 5º (Primeira Divisão)  | Estádio ONO            | 23.142     | 0 (não possui)   |
| Osasuna             | Pamplona         | 12º (Primeira Divisão) | Reyno de Navarra       | 19.500     | 0 (não possui)   |
| Racing Santander    | Santander        | 16º (Primeira Divisão) | El Sardinero           | 22.271     | 0 (não possui)   |
| Real Madrid         | Madrid           | 2º (Primeira Divisão)  | Santiago Bernabéu      | 80.354     | 31 (2007-08)     |
| Real Sociedad       | São Sebastião    | 1º (Segunda Divisão)   | Anoeta                 | 32.000     | 2 (1981-82)      |
| Sevilla             | Sevilha          | 4º (Primeira Divisão)  | Ramón Sánchez Pizjuán  | 45.500     | 1 (1945-46)      |
| Sporting de Gijón   | Gijón            | 15º (Primeira Divisão) | El Molinón             | 25.855     | 0 (não possui)   |
| Valencia            | Valência         | 3º (Primeira Divisão)  | Mestalla               | 55.000     | 6 (2003-04)      |
| Villarreal          | Villarreal       | 7º (Primeira Divisão)  | El Madrigal            | 25.000     | 0 (não possui)   |
| Zaragoza            | Saragoça         | 14º (Primeira Divisão) | La Romareda            | 34.496     | 0 (não possui)   |

### Pessoal e patrocínio
| Equipe              | Presidente                   | Treinador             | Material esportivo | Patrocinador master    |
| ------------------- | ---------------------------- | --------------------- | ------------------ | ---------------------- |
| Almería             | Alfonso García               | Juan Manuel Lillo     | Nike               |                        |
| Athletic Bilbao     | Fernando García Macua        | Joaquín Caparrós      | Umbro              | Petronor               |
| Atlético de Madrid  | Enrique Cerezo               | Quique Sánchez        | Nike               | Kia                    |
| Barcelona           | Sandro Rosell                | Josep Guardiola       | Nike               | Unicef                 |
| Deportivo La Coruña | Augusto Lendoiro             | Miguel Ángel Lotina   | Lotto              | Estrella Galicia       |
| Espanyol            | Daniel Sánchez Llibre        | Mauricio Pochettino   | Puma               | Interwetten            |
| Getafe              | Ángel Torres Sánchez         | Míchel                | Joma               | Burger King            |
| Hércules            | Valentín Botella Ros         | Esteban Vigo          | Astore             | Comunitat Valenciana   |
| Levante             | Quico Catalán                | Luis García Plaza     | Luanvi             | Diputación de Valencia |
| Málaga              | Abdullah bin Nasser Al Thani | Manuel Pellegrini     | Nike               | Unesco                 |
| Mallorca            | Josep Pons                   | Michael Laudrup       | Macron             | Air Europa             |
| Osasuna             | Patxi Izco                   | José Antonio Camacho  | Astore             | Yingli Solar           |
| Racing Santander    | Francisco Pernía             | Miguel Ángel Portugal | Slam               |                        |
| Real Madrid         | Florentino Pérez             | José Mourinho         | Adidas             | Bwin                   |
| Real Sociedad       | Jokin Aperribay              | Martín Lasarte        | Astore             | Belca                  |
| Sevilla             | José María del Nido          | Gregorio Manzano      | Joma               | 12bet.com              |
| Sporting de Gijón   | Manuel Vega-Arango           | Manolo Preciado       | Astore             | Gijón Asturias         |
| Valencia            | Manuel Llorente              | Unai Emery            | Kappa              | Unibet                 |
| Villarreal          | Fernando Roig                | Juan Carlos Garrido   | Puma               | Aéroport Castelló      |
| Zaragoza            | Agapito Iglesias             | José Aurelio Gay      | Adidas             | Telefónica             |

## Classificação final
| Pos. | Equipes               | Pts | J  | V  | E  | D  | GP  | GC | SG  | %  | Classificação ou rebaixamento                          |
| ---- | --------------------- | --- | -- | -- | -- | -- | --- | -- | --- | -- | ------------------------------------------------------ |
| 1    | Barcelona             | 96  | 38 | 30 | 6  | 2  | 95  | 21 | 74  | 84 | Fase de Grupos da Liga dos Campeões da UEFA de 2011–12 |
| 2    | Real Madrid           | 92  | 38 | 29 | 5  | 4  | 102 | 33 | 69  | 80 | Fase de Grupos da Liga dos Campeões da UEFA de 2011–12 |
| 3    | Valencia              | 71  | 38 | 21 | 8  | 9  | 64  | 44 | 20  | 62 | Fase de Grupos da Liga dos Campeões da UEFA de 2011–12 |
| 4    | Villarreal            | 62  | 38 | 18 | 8  | 12 | 54  | 44 | 10  | 54 | Play-offs da Liga dos Campeões da UEFA de 2011–12      |
| 5    | Sevilla               | 58  | 38 | 17 | 7  | 14 | 62  | 61 | 1   | 50 | Play-offs da Liga Europa da UEFA de 2011–12            |
| 6    | Athletic Bilbao       | 58  | 38 | 18 | 4  | 16 | 59  | 55 | 4   | 50 | Play-offs da Liga Europa da UEFA de 2011–12            |
| 7    | Atlético de Madrid[a] | 58  | 38 | 17 | 7  | 14 | 62  | 53 | 9   | 50 | Terceira rodada da Liga Europa da UEFA de 2011–12      |
| 8    | Espanyol              | 49  | 38 | 15 | 4  | 19 | 46  | 55 | −9  | 42 |                                                        |
| 9    | Osasuna               | 47  | 38 | 13 | 8  | 17 | 45  | 46 | −1  | 41 |                                                        |
| 10   | Sporting de Gijón     | 47  | 38 | 11 | 14 | 13 | 35  | 42 | −7  | 41 |                                                        |
| 11   | Málaga                | 46  | 38 | 13 | 7  | 18 | 54  | 68 | −14 | 40 |                                                        |
| 12   | Racing Santander      | 46  | 38 | 12 | 10 | 16 | 41  | 56 | −15 | 40 |                                                        |
| 13   | Zaragoza              | 45  | 38 | 12 | 9  | 17 | 40  | 53 | −13 | 39 |                                                        |
| 14   | Real Sociedad         | 45  | 38 | 14 | 3  | 21 | 49  | 66 | −17 | 39 |                                                        |
| 15   | Levante               | 45  | 38 | 12 | 9  | 17 | 41  | 52 | −11 | 39 |                                                        |
| 16   | Getafe                | 44  | 38 | 12 | 8  | 18 | 49  | 60 | −11 | 38 |                                                        |
| 17   | Mallorca              | 44  | 38 | 12 | 8  | 18 | 41  | 56 | −15 | 38 |                                                        |
| 18   | Deportivo La Coruña   | 43  | 38 | 10 | 13 | 15 | 31  | 47 | −16 | 37 | Zona de rebaixamento à Segunda Divisão Espanhola       |
| 19   | Hércules              | 35  | 38 | 9  | 8  | 21 | 36  | 60 | −24 | 30 | Zona de rebaixamento à Segunda Divisão Espanhola       |
| 20   | Almería               | 30  | 38 | 6  | 12 | 20 | 36  | 70 | −34 | 26 | Zona de rebaixamento à Segunda Divisão Espanhola       |

- a. ^  O Atlético de Madrid se classificou para a Liga Europa da UEFA porque o Real Madrid e o Barcelona, finalistas da Copa do Rei, se classificaram para à Liga dos Campeões da UEFA.

| Campeão Espanhol 2010–11       |
| ------------------------------ |
| BARCELONA Campeão (21º título) |

## Confrontos
Para ler a tabela, a linha horizontal representa os jogos da equipe como mandante. A coluna vertical indica os jogos da equipe como visitante.
Resultados do primeiro turno estão em verde.
Resultados do segundo turno estão em azul.
|                     | ALM | BIL | ATM  | BAR | DLC | EPY | GET | HÉR | LEV | MLG | MAL | OSA | RAC | MAD | RSO | SEV | SPG | VAL | VLL | ZAR |
| ------------------- | --- | --- | ---- | --- | --- | --- | --- | --- | --- | --- | --- | --- | --- | --- | --- | --- | --- | --- | --- | --- |
| Almería             | —   | 1–3 | 2–2  | 0–8 | 1–1 | 3–2 | 2–3 | 1–1 | 0–1 | 1–1 | 3–1 | 3–2 | 1–1 | 1–1 | 2–2 | 0–1 | 1–1 | 0–3 | 0–0 | 1–1 |
| Athletic Bilbao     | 1–0 | —   | 1–2  | 1–3 | 1–2 | 2–1 | 3–0 | 3–0 | 3–2 | 1–1 | 3–0 | 1–0 | 2–1 | 0–3 | 2–1 | 2–0 | 3–0 | 1–2 | 0–1 | 2–1 |
| Atlético de Madrid  | 1–1 | 0–2 | —    | 1–2 | 2–0 | 2–3 | 2–0 | 2–1 | 4–1 | 0–3 | 3–0 | 3–0 | 0–0 | 1–2 | 3–0 | 2–2 | 4–0 | 1–2 | 3–1 | 1–0 |
| Barcelona           | 3–1 | 2–1 | 3–0  | —   | 0–0 | 2–0 | 2–1 | 0–2 | 2–1 | 4–1 | 1–1 | 2–0 | 3–0 | 5–0 | 5–0 | 5–0 | 1–0 | 2–1 | 3–1 | 1–0 |
| Deportivo La Coruña | 0–2 | 2–1 | 0–1  | 0–4 | —   | 3–0 | 2–2 | 1–0 | 0–1 | 3–0 | 3–1 | 0–0 | 2–0 | 0–0 | 2–1 | 3–3 | 1–1 | 0–2 | 1–0 | 0–0 |
| Espanyol            | 1–0 | 2–1 | 2–2  | 1–5 | 2–0 | —   | 1–0 | 3–0 | 2–1 | 1–0 | 1–2 | 1–0 | 1–2 | 0–1 | 4–1 | 2–3 | 1–0 | 2–2 | 0–1 | 4–0 |
| Getafe              | 2–0 | 2–2 | 1–1  | 1–3 | 4–1 | 1–3 | —   | 3–0 | 4–1 | 0–2 | 3–0 | 2–0 | 0–1 | 2–3 | 0–4 | 1–0 | 3–0 | 2–4 | 1–0 | 1–1 |
| Hércules            | 1–2 | 0–1 | 4–1  | 0–3 | 1–0 | 0–0 | 0–0 | —   | 3–1 | 4–1 | 2–2 | 0–4 | 2–3 | 1–3 | 2–1 | 2–0 | 0–0 | 1–2 | 2–2 | 2–1 |
| Levante             | 1–0 | 1–2 | 2–0  | 1–1 | 1–2 | 1–0 | 2–0 | 2–1 | —   | 2–1 | 1–1 | 2–1 | 3–1 | 0–0 | 2–1 | 1–4 | 0–0 | 0–1 | 1–2 | 1–2 |
| Málaga              | 3–1 | 1–1 | 0–3  | 1–3 | 0–0 | 2–0 | 2–2 | 3–1 | 1–0 | —   | 3–0 | 0–1 | 4–1 | 1–4 | 1–2 | 1–2 | 2–0 | 1–3 | 2–3 | 1–2 |
| Mallorca            | 4–1 | 1–0 | 3–4  | 0–3 | 0–0 | 0–1 | 2–0 | 3–0 | 2–1 | 2–0 | —   | 2–0 | 0–1 | 0–0 | 2–0 | 2–2 | 0–4 | 1–2 | 0–0 | 1–0 |
| Osasuna             | 0–0 | 1–2 | 2–32 | 0–3 | 0–0 | 4–0 | 0–0 | 3–0 | 1–1 | 3–0 | 1–1 | —   | 3–1 | 1–0 | 3–1 | 3–2 | 1–0 | 1–0 | 1–0 | 0–0 |
| Racing Santander    | 1–0 | 1–2 | 2–1  | 0–3 | 1–0 | 0–0 | 0–1 | 0–0 | 1–1 | 1–2 | 2–0 | 4–1 | —   | 1–3 | 2–1 | 3–2 | 1–1 | 1–1 | 2–2 | 2–0 |
| Real Madrid         | 8–1 | 5–1 | 2–0  | 1–1 | 6–1 | 3–0 | 4–0 | 2–0 | 2–0 | 7–0 | 1–0 | 1–0 | 6–1 | —   | 4–1 | 1–0 | 0–1 | 2–0 | 4–2 | 2–3 |
| Real Sociedad       | 2–0 | 2–0 | 2–4  | 2–1 | 3–0 | 1–0 | 1–1 | 1–3 | 1–1 | 0–2 | 1–0 | 1–0 | 1–0 | 1–2 | —   | 2–3 | 2–1 | 1–2 | 1–0 | 2–1 |
| Sevilla             | 1–3 | 4–3 | 3–1  | 1–1 | 0–0 | 1–2 | 1–3 | 1–0 | 4–1 | 0–0 | 1–2 | 1–0 | 1–1 | 2–6 | 3–1 | —   | 3–0 | 2–0 | 3–2 | 3–1 |
| Sporting de Gijón   | 1–0 | 2–2 | 1–0  | 1–1 | 2–2 | 1–0 | 2–0 | 2–0 | 1–1 | 1–2 | 2–0 | 1–0 | 2–1 | 0–1 | 1–3 | 2–0 | —   | 0–2 | 1–1 | 0–0 |
| Valencia            | 2–1 | 2–1 | 1–1  | 0–1 | 2–0 | 2–1 | 2–0 | 2–0 | 0–0 | 4–3 | 1–2 | 3–3 | 1–0 | 3–6 | 3–0 | 0–1 | 0–0 | —   | 5–0 | 1–1 |
| Villarreal          | 2–0 | 4–1 | 2–0  | 0–1 | 1–0 | 4–0 | 2–1 | 1–0 | 0–1 | 1–1 | 3–1 | 4–2 | 2–0 | 1–3 | 2–1 | 1–0 | 1–1 | 1–1 | —   | 1–0 |
| Zaragoza            | 1–0 | 2–1 | 0–1  | 0–2 | 1–0 | 1–0 | 2–1 | 0–0 | 1–0 | 3–5 | 3–2 | 1–3 | 1–1 | 1–3 | 2–1 | 1–2 | 2–2 | 4–0 | 0–3 | —   |

## Desempenho
Clubes que lideraram o campeonato ao final de cada rodada:
| Rodadas | Rodadas | Rodadas | Rodadas | Rodadas | Rodadas | Rodadas     | Rodadas     | Rodadas     | Rodadas     | Rodadas     | Rodadas     | Rodadas               | Rodadas               | Rodadas               | Rodadas               | Rodadas               | Rodadas               | Rodadas               | Rodadas               | Rodadas               | Rodadas               | Rodadas               | Rodadas               | Rodadas               | Rodadas               | Rodadas               | Rodadas               | Rodadas               | Rodadas               | Rodadas               | Rodadas               | Rodadas               | Rodadas               | Rodadas               | Rodadas               | Rodadas               | Rodadas               |
| ------- | ------- | ------- | ------- | ------- | ------- | ----------- | ----------- | ----------- | ----------- | ----------- | ----------- | --------------------- | --------------------- | --------------------- | --------------------- | --------------------- | --------------------- | --------------------- | --------------------- | --------------------- | --------------------- | --------------------- | --------------------- | --------------------- | --------------------- | --------------------- | --------------------- | --------------------- | --------------------- | --------------------- | --------------------- | --------------------- | --------------------- | --------------------- | --------------------- | --------------------- | --------------------- |
| 1       | 2       | 3       | 4       | 5       | 6       | 7           | 8           | 9           | 10          | 11          | 12          | 13                    | 14                    | 15                    | 16                    | 17                    | 18                    | 19                    | 20                    | 21                    | 22                    | 23                    | 24                    | 25                    | 26                    | 27                    | 28                    | 29                    | 30                    | 31                    | 32                    | 33                    | 34                    | 35                    | 36                    | 37                    | 38                    |
| ATM     | ATM     | VAL     | MAD     | VAL     | VAL     | Real Madrid | Real Madrid | Real Madrid | Real Madrid | Real Madrid | Real Madrid | FUTBOL CLUB BARCELONA | FUTBOL CLUB BARCELONA | FUTBOL CLUB BARCELONA | FUTBOL CLUB BARCELONA | FUTBOL CLUB BARCELONA | FUTBOL CLUB BARCELONA | FUTBOL CLUB BARCELONA | FUTBOL CLUB BARCELONA | FUTBOL CLUB BARCELONA | FUTBOL CLUB BARCELONA | FUTBOL CLUB BARCELONA | FUTBOL CLUB BARCELONA | FUTBOL CLUB BARCELONA | FUTBOL CLUB BARCELONA | FUTBOL CLUB BARCELONA | FUTBOL CLUB BARCELONA | FUTBOL CLUB BARCELONA | FUTBOL CLUB BARCELONA | FUTBOL CLUB BARCELONA | FUTBOL CLUB BARCELONA | FUTBOL CLUB BARCELONA | FUTBOL CLUB BARCELONA | FUTBOL CLUB BARCELONA | FUTBOL CLUB BARCELONA | FUTBOL CLUB BARCELONA | FUTBOL CLUB BARCELONA |

Clubes que ficaram na última posição do campeonato ao final de cada rodada:
| Rodadas | Rodadas | Rodadas | Rodadas | Rodadas | Rodadas | Rodadas  | Rodadas  | Rodadas  | Rodadas  | Rodadas  | Rodadas  | Rodadas  | Rodadas  | Rodadas  | Rodadas  | Rodadas | Rodadas | Rodadas | Rodadas | Rodadas | Rodadas | Rodadas | Rodadas | Rodadas | Rodadas | Rodadas | Rodadas | Rodadas | Rodadas | Rodadas | Rodadas | Rodadas | Rodadas | Rodadas | Rodadas | Rodadas | Rodadas |
| ------- | ------- | ------- | ------- | ------- | ------- | -------- | -------- | -------- | -------- | -------- | -------- | -------- | -------- | -------- | -------- | ------- | ------- | ------- | ------- | ------- | ------- | ------- | ------- | ------- | ------- | ------- | ------- | ------- | ------- | ------- | ------- | ------- | ------- | ------- | ------- | ------- | ------- |
| 1       | 2       | 3       | 4       | 5       | 6       | 7        | 8        | 9        | 10       | 11       | 12       | 13       | 14       | 15       | 16       | 17      | 18      | 19      | 20      | 21      | 22      | 23      | 24      | 25      | 26      | 27      | 28      | 29      | 30      | 31      | 32      | 33      | 34      | 35      | 36      | 37      | 38      |
| SPG     | LEV     | LEV     | ZAR     | ZAR     | DLC     | ZARAGOZA | ZARAGOZA | ZARAGOZA | ZARAGOZA | ZARAGOZA | ZARAGOZA | ZARAGOZA | ZARAGOZA | ZARAGOZA | ZARAGOZA | SPG     | ZAR     | ALM     | LEV     | MÁLAGA  | MÁLAGA  | MÁLAGA  | MÁLAGA  | ALM     | ALM     | MÁL     | MÁL     | HÉR     | ALMERÍA | ALMERÍA | ALMERÍA | ALMERÍA | ALMERÍA | ALMERÍA | ALMERÍA | ALMERÍA | ALMERÍA |

## Estatísticas
| Pos. | Jogador           | Equipe             | Gols |
| ---- | ----------------- | ------------------ | ---- |
| 1    | Cristiano Ronaldo | Real Madrid        | 40   |
| 2    | Lionel Messi      | Barcelona          | 31   |
| 3    | Sergio Agüero     | Atlético de Madrid | 20   |
| 3    | Álvaro Negredo    | Sevilla            | 20   |
| 5    | Fernando Llorente | Athletic Bilbao    | 18   |
| 5    | Giuseppe Rossi    | Villarreal         | 18   |
| 5    | Roberto Soldado   | Valencia           | 18   |
| 5    | David Villa       | Barcelona          | 18   |
| 9    | Karim Benzema     | Real Madrid        | 15   |
| 10   | Salomón Rondón    | Málaga             | 14   |

| Pos. | Jogador           | Equipe        | Assists. |
| ---- | ----------------- | ------------- | -------- |
| 1    | Mesut Özil        | Real Madrid   | 18       |
| 1    | Lionel Messi      | Barcelona     | 18       |
| 3    | Daniel Alves      | Barcelona     | 15       |
| 4    | Xabier Prieto     | Real Sociedad | 13       |
| 5    | Juan Mata         | Valencia      | 12       |
| 6    | Ángel Di María    | Real Madrid   | 11       |
| 7    | Cristiano Ronaldo | Real Madrid   | 10       |
| 7    | Santi Cazorla     | Villarreal    | 10       |
| 9    | Valdo             | Levante       | 8        |
| 9    | Borja Valero      | Villarreal    | 8        |